# Autokemp Jezero
Autokemp Jezero, nebo ATC Jezero, je autokemp, kemp a sportovně rekreační areál umístěný na severním břehu Hlučínského jezera ve městě Hlučín v okrese Opava. Geograficky se nachází jihovýchodo-východně od kopce Na kopci v pohoří Opavská pahorkatina v historickém regionu Hlučínsko v Moravskoslezském kraji a Horním Slezsku. Je to jediný kemp v Hlučíně a jeden ze dvou kempů na celém Hlučínsku.

## Další informace
Autokemp Jezero je velmi populární mezi českými a polskými návštěvníky a nabízí místa pro stany, karavany s přípojkami elektrické energie, chatky, bungalovy, půjčování šlapadel a dalšího sportovního nařadí, restaurace, rychlá občerstvení, sociální zařízení, pláže, lezeckou stěnu, hřiště pro děti i dospělé, vodní lyžování, minigolf aj. Kemp spravuje příspěvková organizace Sport a kultura Hlučín. Vstup psům není v letním období povolen. Občasně jsou zde pořádány také koncerty a další kulturní akce. Kemp vznikl v 90. letech 20. století po ukončení těžby štěrkopísku v Hlučínském jezeře a byl renovován.

## Galerie

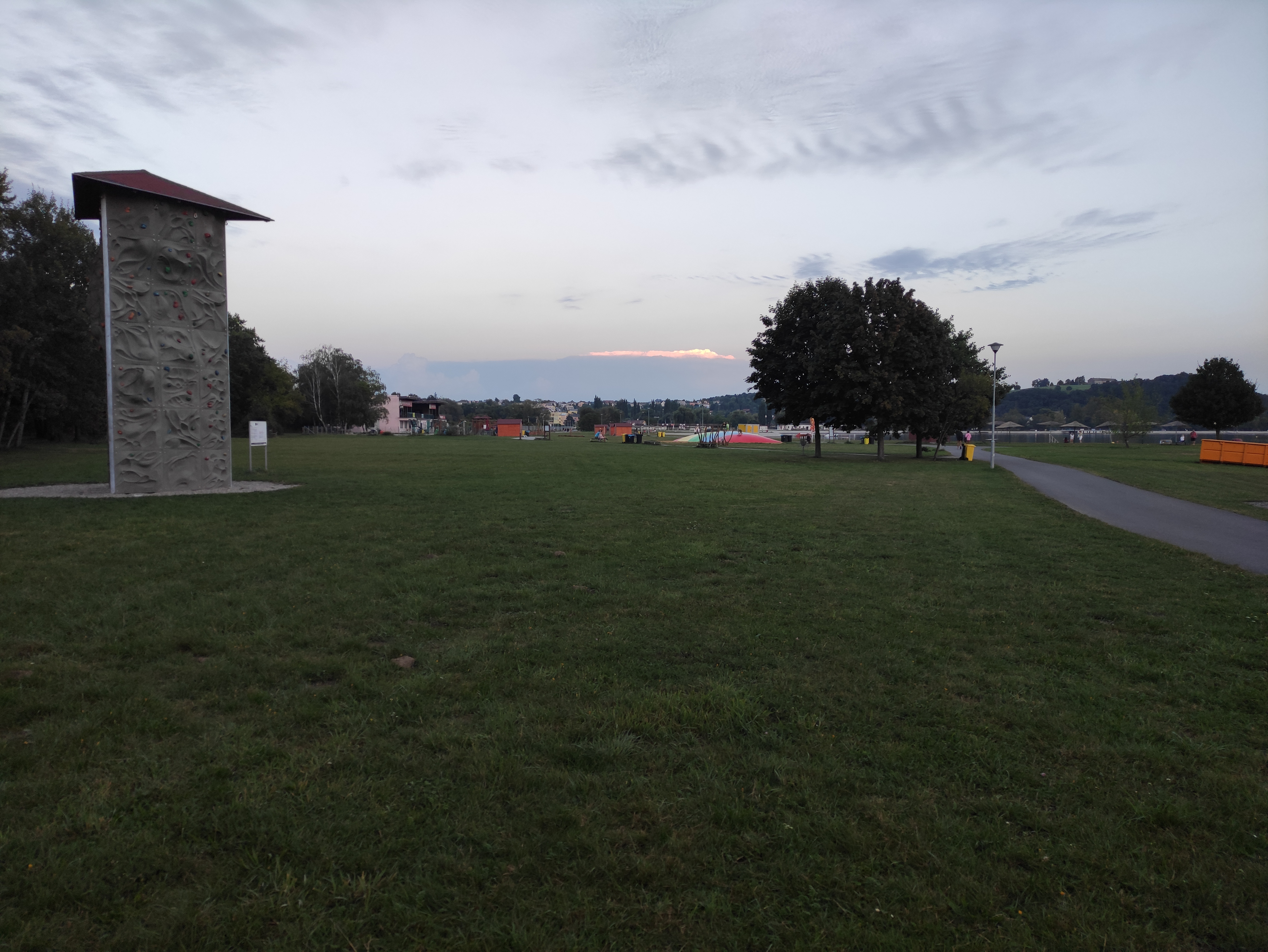
Podvečer v autokempu Jezero
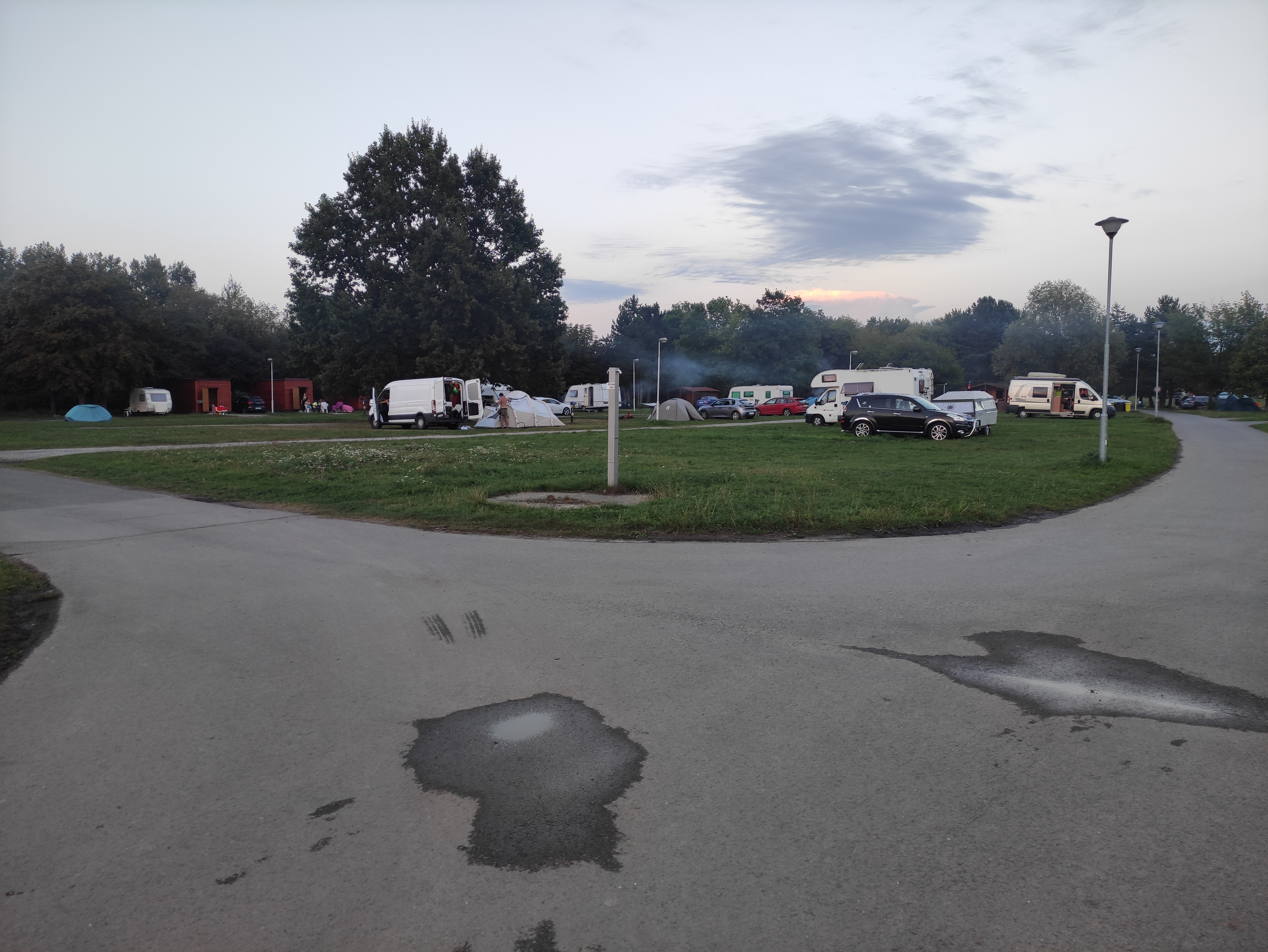
Podvečer v autokempu Jezero